# Vladyslav Piskunov
Vladyslav Piskunov (né le 7 juin 1978) est un ancien athlète ukrainien spécialiste du lancer du marteau.
Il remporte la médaille d'or aux Championnats du monde juniors de 1994 mais est disqualifié pour dopage. Il est à nouveau disqualifié pour dopage lors des Championnats du monde 2005, cette fois-ci à vie.
Son meilleur lancer est de 82,23 m en avril 2002.

## Palmarès
| Année | Championnat              | Lieu                       | Resultat | Event |
| ----- | ------------------------ | -------------------------- | -------- | ----- |
| 1998  | Championnats d'Europe    | Budapest, Hongrie          | 10e      |       |
| 1999  | Championnats du monde    | Séville, Espagne           | 3e       |       |
|       | Universiade              | Palma de Mallorca, Espagne | 3e       |       |
| 2001  | Universiade              | Beijing, Chine             | 2e       |       |
| 2002  | Championnats d'Europe    | Munich, Allemagne          | 2e       |       |
| 2003  | Jeux mondiaux militaires | Catania, Italie            | 2e       |       |